# 独岛名誉住民证
独岛名誉住民证（韩语：／ Dokdo Myeongye Juminjeung）是大韩民国庆尚北道郁陵郡以访问独岛游客为对象发放的名誉住民证。

## 概要
庆尚北道郁陵郡通过以访问独岛的游客为对象发放可以通过网络进行线上管理的名誉住民证，其目的为强化独岛的地位以及宣示韓國對獨島的主權。

## 脚注
1. ↑  . 독도 관리 사무소.   [2020-07-10]. （原始内容存档于2020-07-09）.